# Branden paa Norma
|  | Denne artikel er oprettet af botten Steenthbot ud fra en ekstern database. Den kan derfor have sproglige fejl eller mangler. Denne skabelon kan fjernes efter kontrol af indholdet. |

Branden paa Norma er en dansk dokumentarisk optagelse fra 1930.

## Handling
Brandmænd og røgdykkere bekæmper branden på Norma.